# Botanophila okai
Botanophila okai är en tvåvingeart som först beskrevs av Masayoshi Suwa 1974.  Botanophila okai ingår i släktet Botanophila och familjen blomsterflugor. Inga underarter finns listade i Catalogue of Life.